# Нгвелеро
Нгвеле́ро (англ. Ngwelero) — вища традиційна громада у складі дистрикту Зомба Південного регіону Малаві.
Населення — 34034 особи (2018).